# Alex McGough
Alexander McGough (Tampa, 19 novembre 1995) è un giocatore di football americano statunitense che milita nel ruolo di quarterback per i Green Bay Packers della National Football League (NFL).

## Carriera

### Seattle Seahawks
Al college McGough giocò a football alla Florida International University dal 2014 al 2017. Fu scelto nel corso del settimo giro (220º assoluto) del Draft NFL 2018 dai Seattle Seahawks. Fu il primo quarterback scelto dalla squadra da Russell Wilson nel 2012. Il 15 maggio 2018 firmò il suo contratto da rookie. Fu svincolato il 1º settembre 2018 e rifirmò con la squadra di allenamento.

### Jacksonville Jaguars
Il 15 gennaio 2019 McGough firmò con i Jacksonville Jaguars. Fu svincolato il 31 agosto 2019.

### Houston Texans
Il 1º settembre 2019 McGough firmò con la squadra di allenamento degli Houston Texans. Fu promosso nel roster attivo il 10 settembre 2019. Fu svincolato il 16 ottobre 2019 e tornò a firmare con la squadra di allenamento. Il 13 gennaio 2020 firmò un nuovo contratto da riserva.
McGough fu svincolato il 31 agosto 2020. Il 14 settembre 2020 rifirmò con la squadra di allenamento. Fu svincolato il 12 ottobre.

### Ritorno ai Seahawks
Il 9 dicembre 2020 McGough firmò con la squadra di allenamento dei Seattle Seahawks. L'11 gennaio 2021 firmò un nuovo contratto da riserva. Fu svincolato il 23 agosto 2021.

### Birmingham Stallions
McGough fu scelto come sesto assoluto nel Draft USFL 2022 dai Birmingham Stallions. Dopo avere subito un infortunio a una caviglia, fu inserito nel roster degli inattivi il 22 aprile 2022. Tornò nel roster attivo il 6 maggio. Durante la finale di campionato, McGough subentrò all'infortunato J'Mar Smith, completando 7 passaggi su 10 tentativi per 77 yard e un touchdown, portando la squadra alla vittoria del campionato. L'anno successivo divenne stabilmente titolare e fu premiato come miglior giocatore della lega dopo avere guidato la USFL in percentuale di completamento dei passaggi (67,4), passaggi da touchdown (20) e passer rating (108,3). Gli Stallions vinsero il secondo titolo consecutivo con McGough che nelle due gare di playoff passò 8 touchdown e non subì alcun intercetto.
McGough fu lasciato libero dal suo contratto con gli Stallions il 18 luglio 2023 per firmare con una squadra della NFL.

### Green Bay Packers
Il 19 luglio 2023 McGough firmò con i Green Bay Packers.

## Palmarès

### Franchigia
- Campione USFL: 2

Birmingham Stallions: 2022, 2023

### Individuale
- MVP della USFL: 1

2023